# غوشاغن
غوشاغن (بالألمانية: Guxhagen) هي بلدية ألمانية تقع في منطقة شوالم-إيدر-كريس [الإنجليزية] تقع على بعد 15 كم جنوب كاسل، ألمانيا.

## التاريخ
تم توثيق غوشاغن لأول مرة في عام 1352 تحت اسم كوكوشين.
بين عامي 1664 و 1941، كانت هناك عائلات يهودية تعيش في غوشاغنالذين شكلوا مجتمعهم الخاص وقاموا ببناء كنيس ومدرسة.
بعد أحداث مذبحة ليلة الكريستال في عام 1938، انخفض عدد أفراد المجتمع إلى 64 في عام 1939 (3.3٪ من 1919)، بعد هذا الحدث، غادر العديد من اليهود.
خلال الهولوكوست، تم ترحيل بقية اليهود إلى معسكرات الاعتقال ومات معظمهم.